# 埃斯特莱恩 (南达科他州)
埃斯特莱恩（英語：Estelline）是美国南达科他州下属的一座城市。根据2010年美国人口普查，该市有人口777人。论人口在本州排行第80。